# Emmanuel Macron
Emmanuel Jean-Michel Frédéric Macron (uttal: [emanˈɥɛl ʒɑ̃ miˈʃɛl fʁedeˈʁik makˈʁɔ̃]), född 21 december 1977 i Amiens i departementet Somme, är en fransk finansman och politiker. Han är Frankrikes president sedan den 14 maj 2017, och omvaldes för en ny femårsperiod den 24 april 2022. Som president är han också furste av Andorra.
Mellan 2014 och 2016 var han Frankrikes ekonomiminister, under president François Hollande. Den 30 augusti 2016 begärde han entledigande från ministerposten, för att ställa upp med en centristisk kandidatur under namnet En Marche! i det franska presidentvalet 2017. Han tog sig vidare från presidentvalets första omgång, och besegrade Marine Le Pen i valets andra omgång med 66 procent av rösterna.
Före den politiska karriären var han bland annat verksam som rådgivare och delägare vid investmentbanken Rothschild & Cie i Paris. Han har avlagt dubbla masterexamina, en i filosofi vid Université Paris-Nanterre och en i offentlig förvaltning med ekonomisk inriktning vid Sciences Po. Han har även studerat vid École nationale d’administration.

## Biografi

### Tidigt liv
Macron föddes i den franska staden Amiens. Han växte upp i en läkarfamilj med två yngre syskon, där hans far Jean-Michel var professor i neurologi och hans mor Françoise var verksam läkare. Han visade tidigt i barndomen intresse för böcker och flera lärare beskrev honom som en brådmogen pojke.

### Akademiska studier
Efter gymnasiet studerade Macron i tre år vid konstfakulteten på Lycée Henri-IV i Paris. Vid 21 års ålder, 1998, började han att studera vid Sciences Po i Paris. Under det sista året studerade han vid Université Paris-Nanterre i Parisförorten Nanterre och avlade masterexamen i filosofi. Hans masteruppsats behandlar Machiavellis och Hegels filosofi. Samtidigt var han assistent åt den franske filosofen Paul Ricœur för boken La mémoire, l’histoire, l’oubli, som publicerades 2000. Han gjorde sig känd för sin retoriska skicklighet, bedyrad av bland annat historikerprofessorn François Dosse.
År 2004 avlade han masterexamen i offentlig förvaltning med ekonomisk inriktning vid Sciences Po. Efter studierna vid Sciences Po fortsatte han sina studier vid elitskolan École nationale d’administration (ENA) i Strasbourg. Under dessa studier praktiserade han även en termin på den franska ambassaden i Nigeria.

### Affärskarriär
I september 2008 anställdes Macron vid investmentbanken Rothschild & Cie Banque (som är en del av Rothschild & Co.) i Paris, där han gjorde en framgångsrik karriär. År 2010 blev han delägare i investmentbanken. Hans största framgång kom 2010, då han genomförde en affär mellan Nestlé och Pfizers livsmedelsverksamhet, vilket också gjorde Macron själv till miljonär.
År 2012 rekryterades han till den nyblivne franska presidenten François Hollandes stab.

### Familj och privatliv
Macron är sedan 2007 gift med Brigitte Macron, född Trogneux. Paret inledde en relation när Macron var 16 år gammal, då hon var hans dramalärare i Amiens. Hon har tre barn (födda 1975, 1977 och 1984) i ett tidigare äktenskap, men makarna Macron har inga gemensamma barn.
Macron växte upp som katolik och döptes då han var 12 år gammal. Han har ändå definierat sig som en agnostisk katolik.

## Politisk karriär

### Politisk bakgrund
Mellan 2006 och 2009 var Macron medlem i socialistiska partiet. Han var biträdande stabschef hos president François Hollande 2012–2014, och utsågs till ekonomiminister 2014, under Manuel Valls andra regering. Som sådan genomförde han marknadsvänliga reformer. Han drev bland annat igenom en kontroversiell lag, som också fick hans namn, där bland andra butiker tilläts ha mer flexibla öppettider på söndagar. Han avgick i augusti 2016, för att kunna lansera sin kandidatur i det franska presidentvalet 2017.

### Politiska ställningstaganden

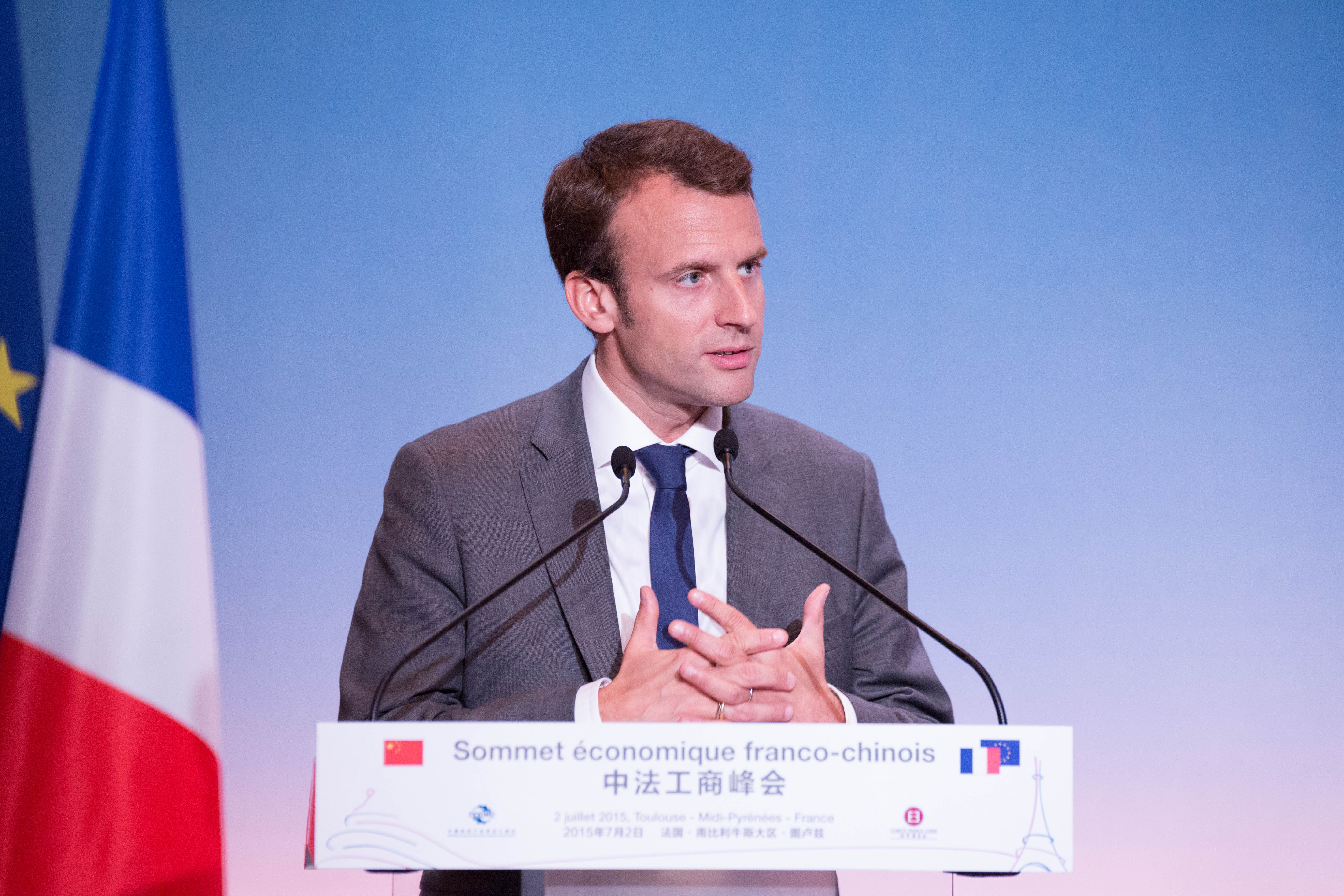
Macron under ett tal i Toulouse 2015.

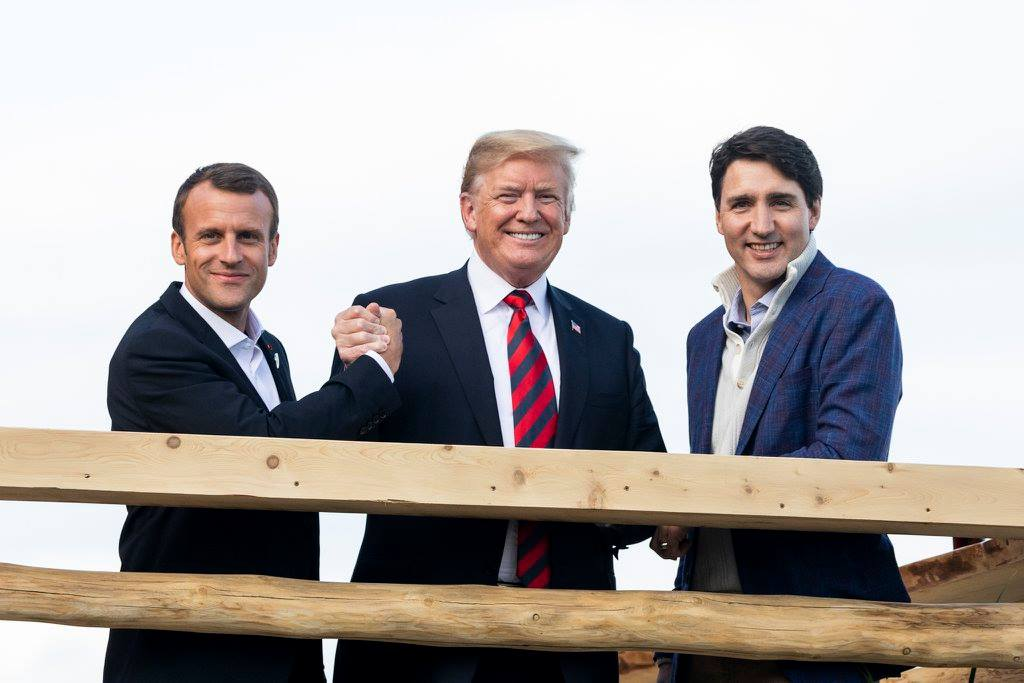
Macron med Donald Trump och Justin Trudeau i La Malbaie 2018.

Macrons politiska ideologi har av vissa, bland annat Le Mondes Audrey Tonnelier och SVT:s Maria Holmin, beskrivits som socialliberal. De flesta bedömare placerar Macron inom den politiska mitten och han har ofta beskrivits som en progressiv politiker. Själv har Macron vid upprepade tillfällen vägrat att kategorisera sig som vare sig höger eller vänster på den klassiskt ideologiska höger-vänster-skalan.
Macron är positivt inställd till globalisering och Europeiska unionen, som han vill att Frankrike fortsatt ska vara en framträdande medlem av. Han är också en förespråkare av Euro-samarbetet.
Macron anser att det franska samhället ska vila på sekulära grunder. Han har dock understrukit religionsfrihetens betydelse i Frankrike, särskilt efter terrorattackerna i Paris och Nice då Macron manade till tolerans gentemot franska muslimer. Macron stödjer samkönade äktenskap.

### Presidentvalet 2017

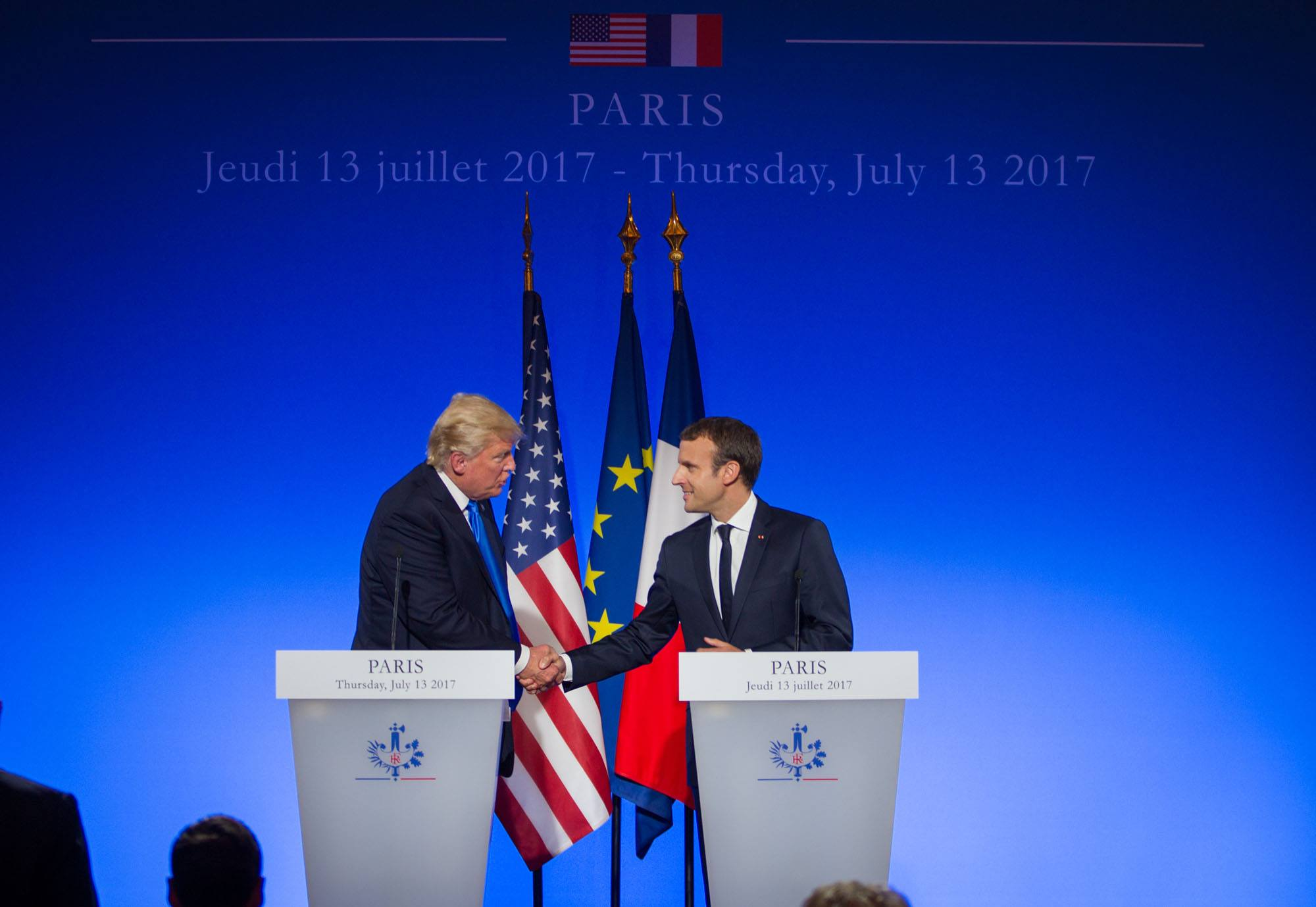
Macron skakar hand med USA:s president Donald Trump under en gemensam presskonferens den 13 juli 2017 i Paris.

Den 16 november 2016 gick Macron officiellt ut med sin kandidatur i det franska presidentvalet 2017. Kandidaturen skulle, enligt honom själv, varken "samla högern eller samla vänstern, utan samla fransmännen". Rörelsen som Macron skapade heter En Marche! (som även är Macrons initialer), och är progressiv till sin natur. Han ville starta en "demokratisk revolution" och "avblockera Frankrike". Initialt fick Macron kritik för att hans kampanj inte byggde på något program eller agenda. Den 2 mars 2017 publicerade han sitt formella program, ett 150-sidigt dokument, som lades ut på internet och presenterades under en presskonferens samma dag. Macron fick stöd av flera center- och center-höger-politiker.
Ett av hans viktigaste vallöften inför presidentvalet 2017 var att genomföra kraftiga besparingar i statsbudgeten på motsvarande 600 miljarder kronor. Han förespråkade skattesänkningar och ville sänka både bolagskatten och företagens arbetsgivaravgifter i Frankrike. Macron propagerade också för att minska antalet anställda inom den offentliga sektorn och för avregleringar. Han föreslog regellättnader när det kommer till anställningsskyddet på arbetsmarknaden för att få fler unga i arbete, men förespråkar samtidigt ett generöst välfärdssystem. Han var positivt inställd till en höjd pensionsålder i Frankrike.
Han bedyrade betydelsen av investeringar i forskning om hållbar utveckling, och ville att Frankrike skulle prioritera reformer inom områden som rör klimat, infrastruktur, hälsa och digitalisering. Han har vid flera tillfällen betonat vikten av att bedriva en aktiv kulturpolitik, bland annat med förslag om riktade subventioner till den yngre generationen för köp av till exempel böcker eller teater- och biobesök.
Rörande säkerhetspolitiska frågor förespråkade Macron en starkare polismyndighet och försvarsmakt i Frankrike. Han föreslog införandet av språkkrav för invandrare för att franskt medborgarskap ska garanteras. Han ville bevara det passfria Schengensamarbetet och värnade om ett gränslöst Europa, samtidigt som han ville stärka EU:s yttre gränser med ökade resurser till dess gränsmyndighet. Macron uttryckte under valrörelsen 2017 att han inte vill se ett tak för invandring till Frankrike, utan förespråkade att flyktingkvoterna inom Europa ska fördelas och beslutas om på EU-nivå. I augusti 2018 meddelade han att han inte längre tror på ett EU-system med kvotering av flyktingar.
Den 9 mars 2017 passerade Macron för första gången Marine Le Pen i opinionsmätningarna inför presidentvalet. I den första omgången av presidentvalet den 23 april 2017 tog sig Macron vidare till presidentvalets andra och sista omgång den 7 maj som han även vann. Marine Le Pen var hans motkandidat.

### Presidentskap 2017–2022
Emmanuel Macron tillträdde 2017 vid 39 års ålder som Frankrikes president. Han var den yngste franska presidenten genom tiderna och den yngste statschefen sedan Napoleon I. I juni 2017 parlamentsval fick Macrons nya parti La République En Marche (LREM) egen majoritet i Frankrikes parlament. LREM, fick 308 av de 577 platserna i parlamentet.
Macron gick till val på att reformera Frankrike, och genomförde också omfattande reformer under sina första år som president. Macron genomförde exempelvis omfattande förändringar i skattesystemet, bland annat med en sänkt bolagsskatt och sänkta arbetsgivaravgifter. Under Macron avskaffades även förmögenhetsskatter, och en fast engångsavgift på kapitalvinster infördes. Dessutom genomfördes en större revision av arbetsrätten, där man bland annat gjorde det lättare för arbetsmarknadens parter att enas kring visstidsanställningar, gjorde kollektivavtal mer flexibla och gjorde det lättare att säga upp personal. Reformerna ledde bland annat till att arbetslösheten sjönk, liksom statsskulden.
Fackföreningsrörelsen i Frankrike var dock starkt kritisk till Macrons position gällande frågor som berör arbetsrätten och demonstrerade därför mot presidenten. Dessa demonstrationer började i samband med att Macron installerades som president och fortsatte därefter 2017 och 2018. En bensinskatt som regeringen beslutade i slutet av 2018 blev också starten på proteströrelsen "De gula västarna", som fick namnet efter de gula reflexvästarna alla franska medborgare enligt lag måste ha i bilen. Föreslagna reformer av pensionssystemet ledde till generalstrejker som lamslog landet under några veckor vintern 2019-2020.
2018 inträffade den så kallade livvaktsskandalen, då Macrons livvakt och säkerhetsansvarige Alexandre Benalla tvingades avgå. Benalla hade fångats på film när han använde extremt våld mot en demonstrant i maj 2018. Samma år sade även Macrons miljöminister Nicolas Hulot upp sig under en  direktsänd radiointervju på Radio France. Uppsägningen gjordes efter en längre tids meningsskiljaktigheter med presidenten, som Hulot menar inte gjort tillräckligt för att Frankrike ska kunna nå målen inom Parisavtalet om att minska den globala uppvärmningen.
I april 2021 anmälde Macron att han kommer att avskaffa skolan ENA. Motiveringen var att garantera lika möjligheter för alla att få tillgång till statliga toppjobb. Att utexamineras från skolan har traditionellt korrelerat starkt med anställning på höga poster inom framför allt staten (bl.a. ambassadörer, ministrar, presidenter) men även i näringslivet.
Macrons presidentskap präglades av Covid-19-pandemin, och mot slutet Rysslands invasion av Ukraina 2022. Under covid-pandemin ersattes delvis mål om budgetdisciplin med mål om "social och medborgerlig frid", vilket delvis uppfylldes med en starkare stat.

### Presidentvalet 2022
Emmanuel Macron meddelade sin kandidatur i presidentvalet 2022. 
Den 10 april 2022 genomfördes den första valomgången i presidentvalet. Emmanuel Macron fick 9 785 578 röster (27,84 %), och kvalificerade sig därmed till en andra valomgång mot Marine Le Pen, som fått 8 136 369 röster (23,15 %). Den andra valomgången genomfördes den 24 april 2022. Macron besegrade Le Pen med 18 780 000 röster mot 13 298 000 röster. Det var första gången på 20 år en sittande fransk president återvaldes.

## Utmärkelser

### Franska ordensutmärkelser
| Ordensband | Orden                                              | Datum för tilldelande                                            |
| ---------- | -------------------------------------------------- | ---------------------------------------------------------------- |
|            | Stormästare och storkors av Hederslegionen         | 2017-05-14 – automatiskt vid tillträdet som Frankrikes president |
|            | Stormästare och storkors av Nationalförtjänstorden | 2017-05-14 – automatiskt vid tillträdet som Frankrikes president |

### Utländska ordensutmärkelser
Ordensutmärkelser i ordning efter datum för tilldelande.
| Ordensband                                               | Land                  | Orden                                                                   | Datum för tilldelande    |
| -------------------------------------------------------- | --------------------- | ----------------------------------------------------------------------- | ------------------------ |
| Utmärkelser erhållna före tiden som Frankrikes president |                       |                                                                         |                          |
|                                                          | Brasilien             | Storofficier av Södra korsets orden                                     | 2012-12-09               |
|                                                          | Storbritannien        | Kommendör av 2 klass honoris causa av Brittiska imperieorden            | 2014-06-05               |
|                                                          | Mexiko                | Mexikanska Aztekiska Örnordens band                                     | 2016-09-22               |
| Utmärkelser erhållna som Frankrikes president            |                       |                                                                         |                          |
|                                                          | Grekland              | Storkors av Frälsarens orden                                            | 2017-09-07               |
|                                                          | Libanon               | Storkors av libanesiska förtjänstorden                                  | 2017-09-22[källa behövs] |
|                                                          | Tunisien              | Storkors av Republikens orden                                           | 2018-01-31               |
|                                                          | Senegal               | Storkors av of the Senegals lejons orden                                | ?                        |
|                                                          | Luxemburg             | Riddare av the Nassauska Gyllene lejonets orden                         | 2018-03-19[källa behövs] |
|                                                          | Danmark               | Riddare av Elefantorden                                                 | augusti 2018             |
|                                                          | Finland               | Kommendör med stora korset av Finlands Vita Ros’ orden med kedja        | 2018                     |
|                                                          | Sydkorea              | Mugunghwaorden                                                          | 2018                     |
|                                                          | Belgien               | Storkors av Leopoldsorden                                               | 2018-11-19[källa behövs] |
|                                                          | Elfenbenskusten       | Storkors av Elfenbenskustens nationalorden                              | 2019-12-20[källa behövs] |
|                                                          | Egypten               | Nilorden med kedja                                                      | 2020                     |
|                                                          | USA                   | Chief Commander av Amerikanska Legion of Merit                          | 2020-12-08[källa behövs] |
|                                                          | Italien               | Riddare med storkors och kedja av Italienska republikens förtjänstorden | 2021-07-05               |
|                                                          | Förenade arabemiraten | Zayedorden med kedja                                                    | 2022-07-18               |
|                                                          | Nederländerna         | Riddare med storkors av Nederländska Lejonorden                         | 2023                     |
|                                                          | Sverige               | Riddare av Kungl. Maj:ts orden (Serafimerorden)                         | 2024-01-30               |
|                                                          | Storbritannien        | Riddare med storkors honoris causa av Bathorden                         | 2023-09-20               |
|                                                          | Moldavien             | Riddaren av Republikens orden                                           | 2024                     |